# Bảng xếp hạng Ca khúc tiếng Hoa Toàn cầu
Bảng xếp hạng Ca khúc tiếng Hoa Toàn cầu (tiếng Anh: Global Chinese Pop Chart; chữ Hán: 全球华语歌曲排行榜; bính âm: quánqiú huáyŭ gēqŭ páihángbàng; Hán-Việt: Toàn cầu Hoa ngữ Ca khúc Bài hạng bảng) là một bảng xếp hạng âm nhạc đại chúng tiếng Hoa do 7 đài phát thanh tiếng Hoa biên soạn. Bảng xếp hạng được thành lập năm 2001 bởi các đài: Đài phát thanh Âm nhạc Bắc Kinh, Đài phát thanh Nhân dân Thượng Hải, Đài phát thanh Nhân dân Quảng Đông, Đài phát thanh truyền hình Hồng Kông (RTHK), Hit Fm Đài Loan (sau đó được thay thế bằng Pop Radio Đài Bắc) và 988 FM của Malaysia. Định nghĩa bảng xếp hạng "tiếng Hoa" bao trùm tất cả ba nhánh chính của C-pop là: Mandopop, Cantopop và nhạc pop tiếng Phúc Kiến.

## Lễ trao giải
Các lễ trao giải và buổi hoà nhạc diễn ra trong tuần đầu tiên của tháng 9 hàng năm.
- 2001 - Nhà thi đấu Thủ đô Bắc Kinh
- 2002 - Sân vận động Thiên Hà ở Quảng Đông
- 2003 - Nhà thi đấu Thượng Hải
- 2004 - Phòng tập thể dục Đại học Quốc gia Đài Loan
- 2005 - Nhà thi đấu Putra của Kuala Lumpur[2]
- 2006 - Singapore
- 2007 - Hong Kong
- 2008 - Hong Kong
- 2009 - Trung tâm Triển lãm Bắc Kinh
- 2010 - Nhà thi đấu Hồng Kông